# Cool Water
«Cool Water» es una canción  compuesta en 1936 por Bob Nolan. Trata sobre un hombre, su mula llamada Dan y un espejismo en el desierto. Los miembros de la Western Writers of America la escogieron como una de las cien mejores canciones de western de todos los tiempos.

## Versión original
La versión más vendida fue interpretada por Vaughn Monroe y The Sons of the Pioneers en 1948. La grabación fue lanzada por RCA Victor Records bajo el número de catálogo 20-2923. El sencillo permaneció en el ranking de la revista Billboard durante trece semanas desde el 6 de agosto de 1948, alcanzando la posición #9. The Sons of the Pioneers grabaron una versión sin Monroe, también para RCA Victor.

## Otros artistas
Johnny Cash grabó su propia versión del tema, que fue publicada en su álbum póstumo American VI: Ain't No Grave, editado en 2010.

## Rankings
Versión de Frankie Laine
| Ranking (1955)              | Máxima posición alcanzada |
| --------------------------- | ------------------------- |
| Reino Unido (NME)           | 2                         |
| Reino Unido (Record Mirror) | 1                         |